# グラン・マスクの男
グラン・マスクの男（原題：L'Homme au masque d'or）は、1991年制作のフランス映画。メキシコの実在のルチャドール兼カトリックの神父フライ・トルメンタをモデルにした作品。実在のルチャドールも多数出演。
邦題がグラン・マスクになったのは、ジャン・レノの出世作「グラン・ブルー」から肖ったもの。

## ストーリー
北メキシコの小さな教会で、ヴィクトール・ガエタノ神父は、妹マリアと共に孤児院として、子供たちを育てていた。ヴィクトールは、孤児たちの生活費と新施設を作る資金作りのため、黄金の覆面を被り、覆面レスラーとして日夜リングに上がる。

## キャスト
- ヴィクトール・ガエタノ：ジャン・レノ
- マリア：マーリー・マトリン
- ペドロ：マルク・デュレ（フランス語版）
- トニオ：パトリック・フォンタナ
- デ・ルーカス：ザヴィエル・マッセ
- TVアナウンサー：ジャック・ジェイソン